# Batia lutosella
Batia lutosella is een vlinder uit de familie sikkelmotten (Oecophoridae). De wetenschappelijke naam is voor het eerst geldig gepubliceerd in 1972 door Jackh.
De soort komt voor in Europa.